# 米拉马海军陆战队航空站
米拉马海军陆战队航空站（英語：Marine Corps Air Station Miramar），是美国海军陆战队第1远征军第3航空联队位于加利福尼亚州聖地牙哥郡米拉马的一处航空站，距离聖地牙哥市区大约10英里。